# Pelota basca nos Jogos Pan-Americanos de 2023 - Pelota de goma trinquete em duplas femininas
A competição da pelota de goma trinquete em duplas femininas da pelota basca nos Jogos Pan-Americanos de 2023 foi disputada entre 31 de outubro e 5 de novembro de 2023 no Estádio Español, em Las Condes. Um total de dez duplas, cada uma representando um Comitê Olímpico Nacional (CON), participaram do evento.

## Calendário
Horário local (UTC−3).
| Data          | Hora  | Fase          |
| ------------- | ----- | ------------- |
| 31 de outubro | 19:00 | Fase de grupo |
| 1 de novembro | 19:00 | Fase de grupo |
| 2 de novembro | 19:00 | Fase de grupo |
| 3 de novembro | 19:00 | Fase de grupo |
| 4 de novembro | 19:30 | Fase de grupo |
| 5 de novembro | 10:00 | Finais        |

## Medalhistas
| Ouro   | ARG María García e Cynthia Pinto     |
| Prata  | MEX Dulce Figueroa e Laura Puentes   |
| Bronze | URU Sofía Vicente e Agustina Cuestas |

## Resultados

### Fase de grupo
Todas as duplas se enfrentam em um único grupo. As duas melhores avançam para a disputa de medalha de ouro e as duas seguintes para a disputa pelo bronze.
| Pos. | Jogadoras                                     | Pts | J | V | D | GP | GC | PP  | PC  |
| ---- | --------------------------------------------- | --- | - | - | - | -- | -- | --- | --- |
| 1    | ARG Argentina María García Cynthia Pinto      | 12  | 4 | 4 | 0 | 8  | 0  | 120 | 45  |
| 2    | MEX México Dulce Figueroa Laura Puentes       | 10  | 4 | 3 | 1 | 6  | 2  | 113 | 59  |
| 3    | URU Uruguai Sofía Vicente Agustina Cuestas    | 8   | 4 | 2 | 2 | 4  | 5  | 84  | 100 |
| 4    | CHI Chile Maritxu Bastarrica Emilia Domínguez | 6   | 4 | 1 | 3 | 3  | 6  | 81  | 104 |
| 5    | VEN Venezuela Carla Castillo Fatima Arellano  | 4   | 4 | 0 | 4 | 0  | 8  | 30  | 120 |

| 31 de outubro 19:00 | ARG M García – C Pinto   | 2–0 | MEX D Figueroa – L Puentes | Estádio Español Árbitro(s): URU Matilde Acosta |
| 31 de outubro 19:00 | (15–13, 15–10) Relatório |     |                            | Estádio Español Árbitro(s): URU Matilde Acosta |

| 31 de outubro 20:00 | URU S Vicente – A Cuestas     | 2–1 | CHI M Bastarrica – E Domínguez | Estádio Español Árbitro(s): ARG Jorge Balbi |
| 31 de outubro 20:00 | (6–15, 15–13, 10–5) Relatório |     |                                | Estádio Español Árbitro(s): ARG Jorge Balbi |

| 1 de novembro 19:00 | ARG M García – C Pinto | 2–0 | URU S Vicente – A Cuestas | Estádio Español Árbitro(s): CHI Gaetano Santoro |
| 1 de novembro 19:00 | (15–8, 15–3) Relatório |     |                           | Estádio Español Árbitro(s): CHI Gaetano Santoro |

| 1 de novembro 20:00 | MEX D Figueroa – L Puentes | 2–0 | VEN C Castillo – F Arellano | Estádio Español Árbitro(s): URU Matilde Acosta |
| 1 de novembro 20:00 | (15–1, 15–4) Relatório     |     |                             | Estádio Español Árbitro(s): URU Matilde Acosta |

| 2 de novembro 19:00 | VEN C Castillo – F Arellano | 0–2 | ARG M García – C Pinto | Estádio Español Árbitro(s): URU Alejandro Varela |
| 2 de novembro 19:00 | (3–15, 2–15) Relatório      |     |                        | Estádio Español Árbitro(s): URU Alejandro Varela |

| 2 de novembro 20:00 | CHI M Bastarrica – E Domínguez | 0–2 | MEX D Figueroa – L Puentes | Estádio Español Árbitro(s): ARG Jorge Balbi |
| 2 de novembro 20:00 | (11–15, 1–15) Relatório        |     |                            | Estádio Español Árbitro(s): ARG Jorge Balbi |

| 3 de novembro 19:00 | VEN C Castillo – F Arellano | 0–2 | URU S Vicente – A Cuestas | Estádio Español Árbitro(s): ARG César Maderna |
| 3 de novembro 19:00 | (5–15, 2–15) Relatório      |     |                           | Estádio Español Árbitro(s): ARG César Maderna |

| 3 de novembro 20:00 | CHI M Bastarrica – E Domínguez | 0–2 | ARG M García – C Pinto | Estádio Español Árbitro(s): URU Matilde Acosta |
| 3 de novembro 20:00 | (4–15, 2–15) Relatório         |     |                        | Estádio Español Árbitro(s): URU Matilde Acosta |

| 4 de novembro 19:30 | MEX D Figueroa – L Puentes | 2–0 | URU S Vicente – A Cuestas | Estádio Español Árbitro(s): ARG César Maderna |
| 4 de novembro 19:30 | (15–5, 15–7) Relatório     |     |                           | Estádio Español Árbitro(s): ARG César Maderna |

| 4 de novembro 20:30 | CHI M Bastarrica – E Domínguez | 2–0 | VEN C Castillo – F Arellano | Estádio Español Árbitro(s): ARG Jorge Balbi |
| 4 de novembro 20:30 | (15–3, 15–10) Relatório        |     |                             | Estádio Español Árbitro(s): ARG Jorge Balbi |

### Finais

#### Disputa pelo bronze
| 5 de novembro 10:00 | URU S Vicente – A Cuestas     | 2–1 | CHI M Bastarrica – E Domínguez | Estádio Español Árbitro(s): ARG Jorge Balbi |
| 5 de novembro 10:00 | (13–15, 15–4, 10–0) Relatório |     |                                | Estádio Español Árbitro(s): ARG Jorge Balbi |

#### Disputa pelo ouro
| 5 de novembro 11:00 | ARG M García – C Pinto   | 2–0 | MEX D Figueroa – L Puentes | Estádio Español Árbitro(s): URU Matilde Acosta |
| 5 de novembro 11:00 | (15–10, 15–10) Relatório |     |                            | Estádio Español Árbitro(s): URU Matilde Acosta |